# Chamaexeros fimbriata
Chamaexeros fimbriata är en sparrisväxtart som först beskrevs av Ferdinand von Mueller, och fick sitt nu gällande namn av George Bentham. Chamaexeros fimbriata ingår i släktet Chamaexeros och familjen sparrisväxter. Inga underarter finns listade i Catalogue of Life.